# Лунчугрин
Лунчугрин (устар. Лун-Чугран) — река в России, протекает в Сысольском районе Республики Коми.
Течёт в основном на север по лесистой местности. Крупных притоков и населённых пунктов на берегах не имеет. Устье реки находится в 103 км по правому берегу реки Большая Визинга возле посёлка Шугрэм. Длина реки составляет 13 км.

## Данные водного реестра
По данным государственного водного реестра России относится к Двинско-Печорскому бассейновому округу, водохозяйственный участок реки — Вычегда от истока до города Сыктывкар, речной подбассейн реки — Вычегда. Речной бассейн реки — Северная Двина.
Код объекта в государственном водном реестре — 03020200112103000019454.